# Dopagem bioquímica

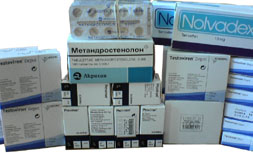
Esteroides anabolizantes

Dopagem bioquímica ou simplesmente dopagem (do inglês doping), quando não houver possibilidade de confusão ou pelo uso no domínio específico ou restrito da medicina desportiva, é a utilização de substâncias proibidas no desporto que podem tornar o atleta mais forte e mais rápido, sendo considerado uma espécie de trapaça e sendo proibido em torneios e campeonatos, por promoverem o aumento ilícito do rendimento do atleta, humano ou animal. Essas perigosas substancias fazem com que os atletas tenham um melhor rendimento físico no desporto, provendo-lhes vantagens competitivas desleais, pois desiguais, em relação aos demais que delas não se utilizam.

## Etimologia
Há muitas hipóteses quanto à origem do termo doping. Uma delas é que ele é derivado de dop, uma bebida alcoólica utilizada como um estimulante em danças cerimoniais do século XVIII na África Austral. Outra sugestão é que a palavra vem da palavra holandesa doop, que entrou para a gíria americana para descrever como ladrões misturavam tabaco com as sementes da Datura stramonium, para entorpecer suas vítimas. Tal mistura contém uma série de alcalóides , causando sedação, alucinações e confusão. Em 1889, o termo "dope" foi muito usado para descrever a preparação de uma forma espessa e viscosa de ópio, feita para fumar, e durante a década de 1890 a palavra passou a estar estendida a qualquer entorpecente. Em 1900, também foi definida como "uma preparação de medicamentos concebidos para influenciar" o desempenho de um cavalo de corrida .

## História
O uso de drogas no desporto remonta há séculos, desde a própria invenção do conceito de desporto. Nos tempos antigos, quando os mais fortes de uma nação eram selecionados como atletas ou combatentes, eles eram alimentados com dietas especiais, bem como eram lhes ministrados tratamentos considerados benéficos.  O missionário alemão e médico Albert Schweitzer escreveu sobre o Gabão do início do século XIX: "O povo do país pode, depois de ter comido certas folhas ou raízes, trabalhar vigorosamente durante todo o dia sem sentir fome, sede ou cansaço e todo o tempo mostrando uma felicidade e alegria".

## Substâncias avaliadas em exames de dopagem
As substâncias seguintes referem-se a classes farmacológicas:
- Estimulantes: pseudoefedrina, efedrina,anfetamina etc.
- Narcóticos: morfina, codeína, propoxifeno etc.
- Agentes anabolizantes: testosterona, nandrolona, estanozolol etc.
- Diuréticos: hidroclorotiazínicos, furosemida etc.
- Betabloqueadores: propranolol, atenolol etc.
- Hormônios peptídeos e análogos: hormônio do crescimento, eritropoetina, corticotropina.

## Exame de antidopagem nasOlimpíadas
Os vencedores das provas individuais e alguns atletas de equipes coletivas, indicados por sorteio, são obrigados a permitir a análise da sua urina para que se proceda ao controle de dopagem (exame antidoping). A lei também permite a convocação de outros atletas sob suspeita.
O material colhido é separado em dois frascos (prova e contraprova), numerado e encaminhado para o laboratório de análises. A quantidade mínima de urina é de 65 ml. No laboratório, dois aparelhos - cromatógrafo e espectrômetro - são usados para a análise da urina. O resultado, em envelope lacrado, é enviado ao presidente do Comitê Antidopagem do COI, que atualmente é o príncipe belga Alexandre de Merode.
O presidente do Comitê Antidopagem é o único que tem a lista que relaciona os números de cada amostra aos nomes do atletas. No caso de algum resultado positivo, ele encaminha ao laboratório o pedido para que a contraprova seja analisada.
Todo o processo se repete. Se a contraprova confirmar o resultado positivo, o nome do atleta será divulgado pelo próprio réu de julgamento, que também providencia as punições imediatas.
Além disso, é praxe no COI guardar as amostras coletadas durante os Jogos Olímpicos por oito anos, para que elas sejam submetidas a novos testes toda vez que métodos mais modernos de análise sejam criados. Um exemplo disso foi que 4 atletas que haviam ganhado medalhas nos Jogos Olímpicos de Verão de 2004 tiveram suas medalhas caçadas em 2012.
Um outro caso famoso de dopagem foi a do jogador de futebol argentino Maradona, que no meio da Copa do Mundo de Futebol de 1994 (sediada nos EUA) foi retirado por dopagem. Ele jogava sobre o efeito de cocaína.

## A sua ação
Ao contrário dos estimulantes, que para fazer efeito devem ser tomados uma única vez nas vésperas das competições, os anabolizantes são ingeridos em época de treinamentos por períodos contínuos que variam entre três e seis meses. O tratamento é interrompido de duas a três semanas antes das provas: tempo suficiente para o organismo eliminar traços das substâncias proibidas e permitir a passagem pelo exame antidopagem. Para fazer face a essa situação, desde 1993 que a Federação Internacional de Atletismo realiza exames surpresa nos melhores atletas do mundo.
O exame de sangue seria muito mais eficiente controle antidopagem, mas não é permitido pelo Comité Olímpico Internacional. A entidade teme o protesto de alguns países, que alegaram motivos religiosos para evitar que seus atletas tirem sangue.

## Exemplos de doping

### Betabloqueadores
Os betabloqueadores são remédios que baixam a pressão sanguínea. Atuam no sistema cardiovascular, diminuindo o número de batimentos do coração. Ajudam em categorias que exigem precisão, como o arco e flecha e o tiro.

### Diuréticos
Os diuréticos são usados pouco antes das provas para desidratar o organismo e diminuir o peso dos atletas.
Atletas de boxe, luta, judo e halterofilismo podem usar a substância para atuarem em categorias de peso inferior ao seu. Também são usados para mascarar outras drogas usadas pelos atletas.

### Estimulantes
Os estimulantes agem direto no sistema nervoso, fazendo o atleta ficar mais excitado. A cafeína é o exemplo mais comum. Os velocistas de atletismo conseguiram melhorar seus tempos com esse tipo de substância.
Porém, a FIFA passou a liberar a cafeína, retirando a mesma das substâncias dopantes em 2007.

### Injeção de sangue
Alguns atletas injetam até um litro de sangue pouco antes da competição. A transfusão aumenta a quantidade de glóbulos vermelhos, melhorando a capacidade de circulação de oxigênio entre as células até 5%.

### Narcóticos
Os narcóticos não são usados para melhorar o desempenho, mas para aliviar a dor. São empregados em quase todas as modalidades, por exemplo, no ciclismo, para diminuir a resposta do organismo à dor devida a um esforço físico excessivo e no pugilismo, para que o atleta possa continuar lutando após sofrer uma lesão.
As substâncias mais utilizadas dessa classe são a morfina e seus derivados. Outra substância bastante consumida pelos atletas é o álcool, utilizado como ansiolítico (para diminuir a ansiedade) e como fonte de calorias.
Alguns atletas ingerem bebidas alcoólicas com a intenção de aumentar a autoconfiança e a resposta psicomotora, mas vários estudos comprovam que o desempenho acaba diminuindo com essa atitude.
O uso de álcool no desporto é lícito, contudo pode ser passível de controle a pedido das Federações.

### Esteroides anabolizantes
São hormônios sintéticos que quando comparados à testosterona (hormônio masculino natural), têm maior atividade anabólica (promovem crescimento).
Geralmente são usados por via oral ou parenteral (injetáveis). Alguns usuários fazem abuso de preparações farmacêuticas disponíveis para uso veterinário.

#### Uso dos esteroides anabolizantes
Por indicação médica são usados no tratamento de doenças como por exemplo da anemia, hipogonadismo e angioedema hereditário.
O uso ilícito por atletas, frequentadores de academias ou pessoas de baixa estatura é feito na crença de que essas drogas:
- Aumentam a massa muscular;
- Aumentam a agressividade;
- Diminuem o tempo de recuperação entre os exercícios intensos;
- Melhoram a aparência.

No entanto, o uso abusivo leva a efeitos colaterais graves. É claro que muitos atletas usam essas substâncias sem estarem cientes dos efeitos colaterais, mas a grande maioria tem consciência dos mesmos e as utilizam mesmo assim, em ciclos com dosagem bastante regulada.